# FitSM
FitSM es el nombre de una familia de estándares para la gestión ligera de servicios de TI (ITSM). Es un estándar ligero y pragmático diseñado específicamente para organizaciones pequeñas o con pocos recursos. Proporciona orientación y buenas prácticas para la gestión de servicios de tecnologías de la información, centrándose en los procesos esenciales y la entrega efectiva de servicios.

## Resumen y partes

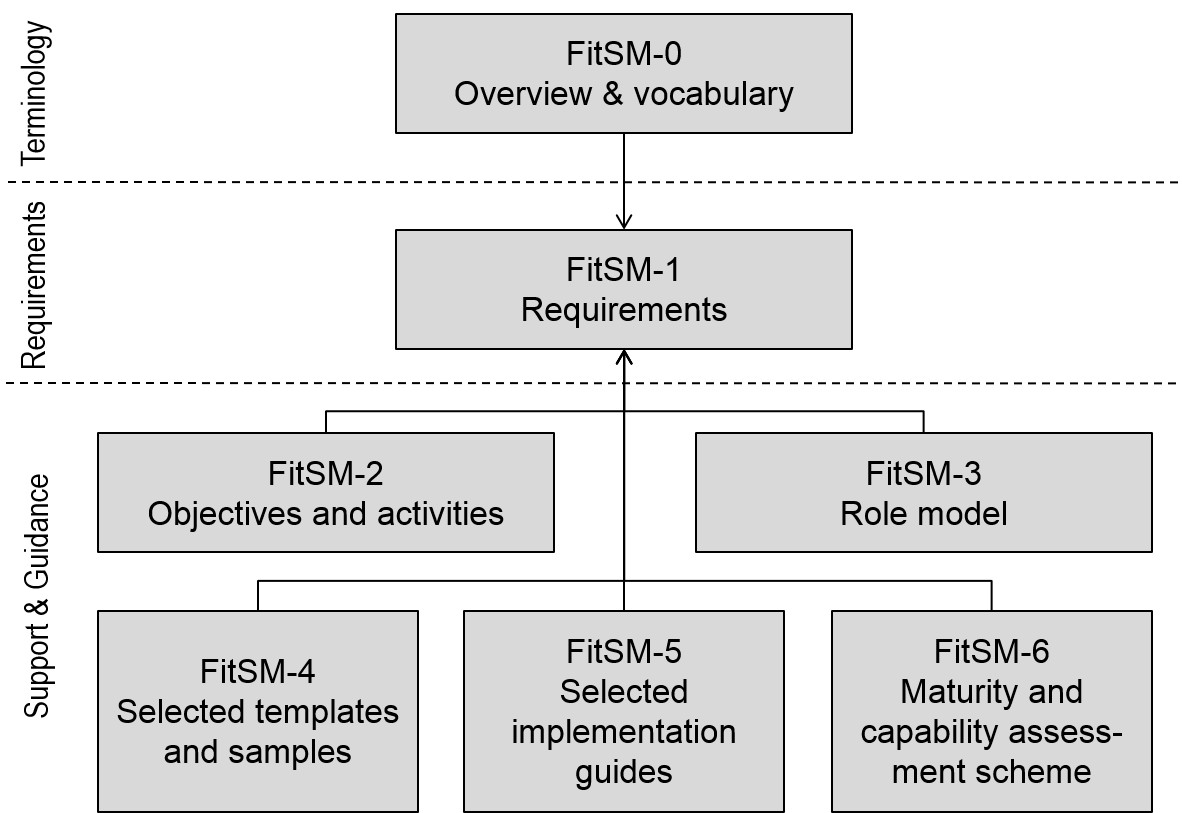
Estructura de las partes de FitSM

FitSM se llama a sí mismo un estándar, pero no es publicado ni administrado por una organización de estándares establecida como ISO . Sin embargo, de una manera muy similar a la de muchas familias de estándares ISO e ISO/IEC, estructura sus documentos en varias partes numeradas y define los requisitos para un sistema de gestión de servicios efectivo en su parte 1.
Todas las partes se publican bajo licencias Creative Commons .

### FitSM-0: Resumen y vocabulario
Un solo documento que contiene alrededor de 70 definiciones de términos de gestión de servicios de TI.

### FitSM-1: Requisitos
Un único documento que contiene unos 85 requisitos auditables para un sistema de gestión de servicios eficaz. Los requisitos se dividen en requisitos generales (GR) y requisitos para 14 procesos de gestión de servicios (PR) diferentes. FitSM es similar en alcance y estilo a la parte 1 de ISO/IEC 20000, pero significativamente más breve.

### FitSM-2: Objetivos y actividades
Un solo documento que contiene una descripción del objetivo de cada proceso definido en FitSM-1, así como una descripción de las actividades para configurar inicialmente el proceso y las actividades del proceso en curso.

### FitSM-3: Modelo a seguir
Un único documento que contiene descripciones de funciones genéricas del sistema de gestión de servicios y del proceso de gestión de servicios.

### FitSM-4: Plantillas y muestras
Una colección de plantillas y muestras para los documentos necesarios en un sistema de gestión de servicios, por ejemplo SLA, declaración de una política de gestión de servicios, elementos de una cartera de servicios o catálogo de servicios, etc.

### FitSM-5: Guías
Una colección de guías sobre varios temas de gestión de servicios de TI.

### FitSM-6: Evaluación de la madurez
Una herramienta basada en Excel que utiliza descripciones de situaciones para facilitar la evaluación de la madurez de los procesos de gestión de servicios implementados y las prácticas generales.

## Esquema de certificación y cualificación
Si bien se puede auditar la conformidad con los requisitos de FitSM-1, no existe una certificación de conformidad. A diferencia de ISO/IEC 20000, las organizaciones no pueden tener su sistema de gestión de servicios 'certificado por FitSM'.
En 2013, se inició un esquema de calificación y certificación para el personal, muy similar a los establecidos para ITIL e ISO/IEC 20000, pero que involucra menos capacitaciones y de menor duración.

## Origen
FitSM se basa en los resultados de FedSM, un proyecto financiado en el 7º Programa Marco de Investigación y Desarrollo Tecnológico de la Unión Europea. El objetivo original de FedSM era "aumentar la madurez y la eficacia de la gestión de servicios en infraestructuras electrónicas federadas mediante la aplicación de buenas prácticas adecuadas".
La forma de establecer procesos de gestión en estructuras organizativas federadas no se considera en los marcos tradicionales de gestión de servicios de TI y puede plantear una tarea difícil cuando se intenta introducir ITSM en ciberinfraestructuras que a menudo distribuyen el suministro de servicios entre una federación de organizaciones pares. Sin embargo, un desafío mucho mayor para la introducción de gestión de servicios de TI en las organizaciones cliente de FedSM resultó ser la adaptación de la guía de ITSM muy completa descrita por los marcos tradicionales de gestión de servicios de TI a un conjunto de prácticas que podrían implementarse de manera realista en organizaciones relativamente pequeñas dentro de la vida útil del proyecto de tres años. . A partir de mayo de 2013, para fomentar el interés inicial en la orientación ITSM "ligera" de FedSM por parte de organizaciones de TI ajenas a la comunidad de ciberinfraestructuras, el consorcio del proyecto comenzó a publicar versiones revisadas de los entregables del proyecto con el nombre de FitSM.
Los miembros del equipo han anunciado en el sitio web de su proyecto que el estándar FitSM seguirá manteniéndose en el futuro en el marco de un grupo de trabajo de la Organización de Gestión de Educación de TI ITEMO Archivado el 23 de julio de 2015 en Wayback Machine..